# Albert Sprickerhof

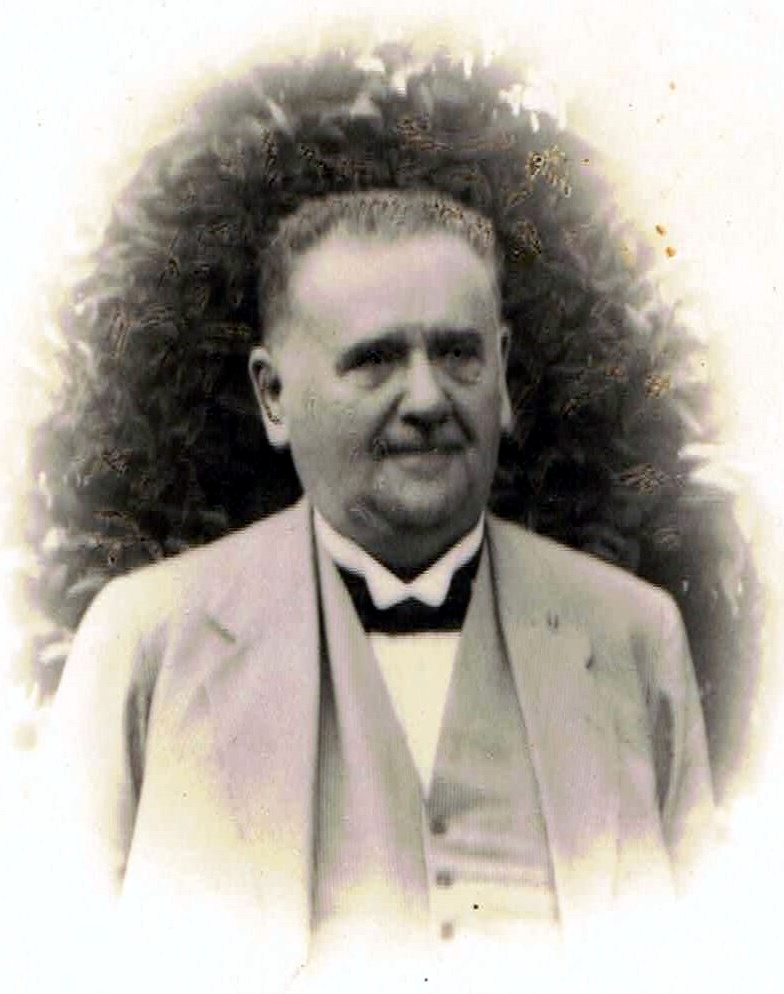
Albert Sprickerhof, ca. 1905 in Stuttgart

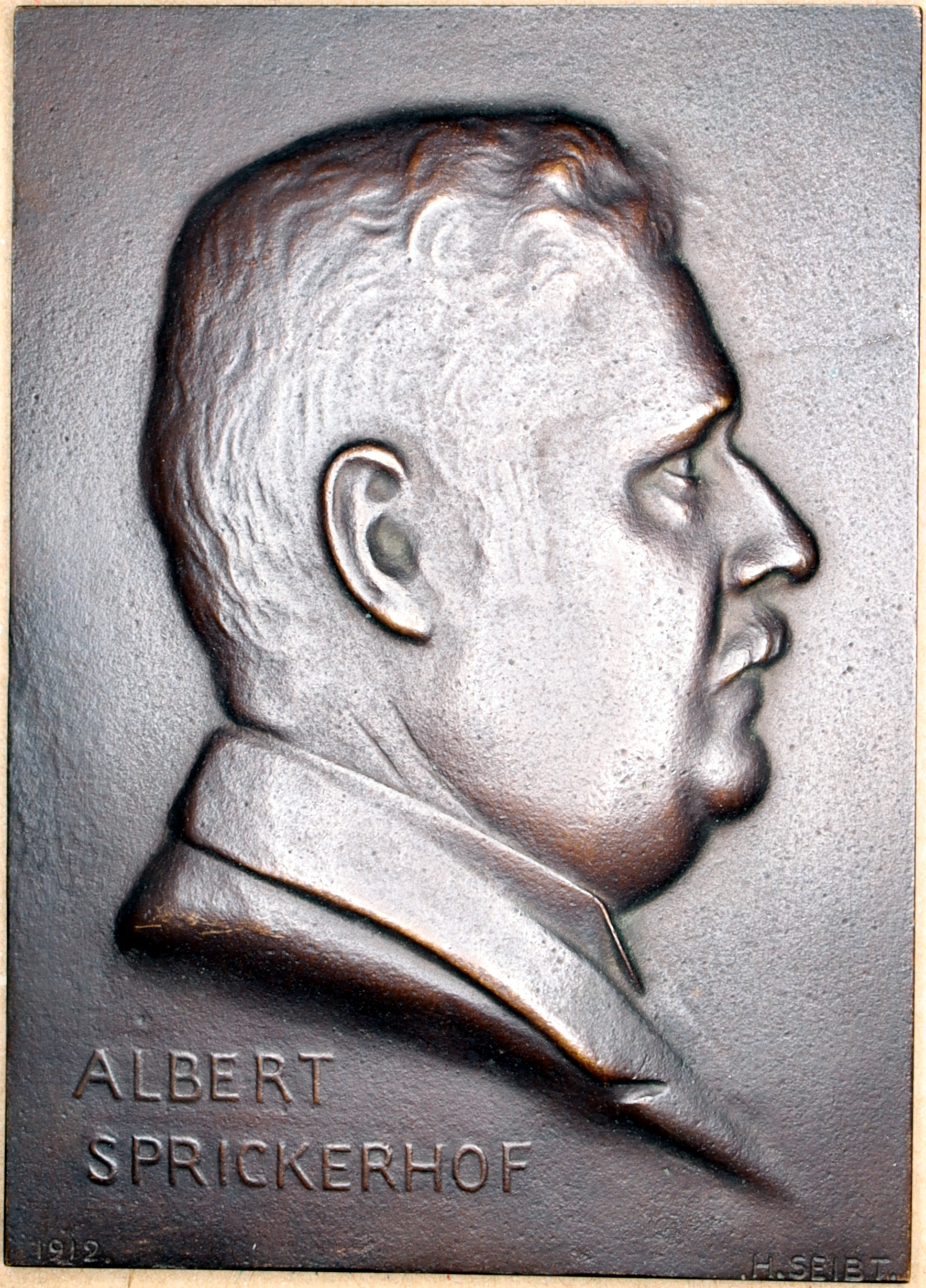
Albert Sprickerhof, Bronzegussplakette von 1912

Heinrich Friedrich Albert Sprickerhof, häufig auch Sprickerhoff, (* 8. August 1862 in Bremerhaven; † 19. August 1937 auf Gut Plüggentin bei Samtens) war ein deutscher Architekt, Ingenieur und Bauunternehmer, der um 1900 an zahlreichen Bahnprojekten in Deutschland beteiligt war.

## Leben und Werdegang
Sprickerhof wurde als Sohn des Arbeitsmanns und späteren Kolonialwarenhändlers Gerhard Heinrich Wilhelm Sprickerhoff und dessen Ehefrau Gesine (Gesche) Sprickerhoff geb. Wolthusen in Bremerhaven geboren. Am 25. Januar 1890 heiratete er Luise Auguste Wilhelmine Sprickerhof geb. Heinze (* 5. Januar 1868 Hannover; † 6. Juni 1917 Berlin) und hatte mit ihr einen Sohn, Gerhard August Sprickerhof (* 22. November 1890 Bremerhaven; † 12. April 1977 Siegen), und eine Tochter, Johanna Gesine Frieda Orth geb. Sprickerhof (* 25. April 1892 Bremerhaven; † 10. Januar 1944 Plüggentin).
In den Adressbüchern von Bremerhaven wird er ab 1884 als Architekt, und ab 1890 als Maurermeister geführt. Ab der Geburt seines Sohnes zog er mehrere Male in Bremerhaven um. 1893 zog er nach Hannover, wo er bis 1904 wechselnde Wohnsitze hatte. Ab diesem Zeitpunkt trat er regelmäßig bei Bahn-Bauprojekten in Erscheinung. Ab 1893 erfolgte die Übernahme der Eisenbahntätigkeiten von Georg Soenderop. 1894 gründete er mit Louis Degen das Unternehmen Degen, Sprickerhoff & Co., in der Literatur teilweise auch Sprickerhoff, Degen & Co. genannt, das bis zum Tod von Degen im Oktober 1897 bestand. 1898 wurde Sprickerhof in den Vorstand der gerade in Frankfurt am Main gegründeten AG für Bahn-Bau und -Betrieb gewählt und übernahm als Direktor deren Führung. In dieser Zeit wird für sein Unternehmen in Hannover Georg Tolle als Prokurist aufgeführt, der später in Berlin wieder in Erscheinung trat.
Von Mitte 1898 bis 1900 hatte Sprickerhof zusätzlich zu seinem Wohnsitz in Hannover ein Büro im Haus Kaiserstraße 4 und eine Wohnung im Haus Guiollettstraße 17 in Frankfurt am Main. Dort gingen auch seine Kinder zur Schule. Anschließend hatte Sprickerhof, parallel zu Hannover, einen Wohnsitz im Haus Friedrichstraße 12 in Cannstatt, und danach in Winnenden, wo seine Kinder ebenfalls jeweils die Schule besuchten.
In dieser Zeit entstand unter anderem ein Konzept für den Umbau des Stuttgarter Hauptbahnhofs, das als Sprickerhof’scher Durchgangsbahnhof bekannt und im Zuge von Stuttgart 21 wieder diskutiert wurde.
1904 zog Sprickerhof mit seiner Familie nach Berlin und hatte hier zunächst im Haus Marburger Straße 16 und im Haus Augsburger Straße 45 seine Wohnung bzw. sein Büro. Von 1905 bis 1906 baute er in Berlin-Grunewald, Paulsborner Straße 2 (später Hausnummer 52/53), die Villa Sprickerhof, zog am 1. April 1906 mit seiner Familie ein und lebte dort bis 1927.
In den folgenden Jahren beteiligte er sich an verschiedenen Bauprojekten wie dem Großschifffahrtsweg Berlin-Stettin und dem Bromberger Kanal. 1910 wurde sein Wettbewerbsentwurf Nord-Süd-Verbindung für einen Generalbebauungsplan für Groß-Berlin angekauft, der dem Preisgericht wohl vor allem durch ein interessantes Konzept zum Ausbau der S-Bahn Berlin aufgefallen war, das als Vorläufer der Planungslinie S21 angesehen werden kann. Auch schlug er vor, über der Bahnverbindung eine Nord-Süd-Achse als Prachtstraße zu errichten, die zwei neue Bahnhöfe (auf dem Gelände des Humboldthafens und des heutigen Bahnhofs Yorckstraße) verbinden sollte. Diese Idee sollte später von Adolf Hitler und Albert Speer, ins gigantomanische verzerrt, wieder aufgegriffen werden.
Ab 1912 unterhielt Sprickerhof zusätzliche Büroflächen in Berlin im Afrikahaus (Am Karlsbad 10).
Während des Ersten Weltkriegs erwarb Sprickerhof 1916 für seinen Sohn Gerhard das Rittergut Plüggentin auf Rügen. 1917 starb seine Frau Luise.
Von 1919 bis etwa 1925 war Sprickerhof zusammen mit Georg Tolle Geschäftsführer der „Afra“ Maschinenbauanstalt GmbH, die ihren Sitz in Berlin, Am Karlsbad 10, hatte.
Sprickerhof zog 1927 von Berlin auf die Insel Rügen. Er heiratete dort Marie Anna Caroline Friedchen Martha Alexandra Sprickerhof verw. Sperling geb. Vetterick (* 13. Dezember 1876 Samtens; † 12. März 1944 Samtens). Sie lebten dort bis zu seinem Tod in der Nähe des Ritterguts Plüggentin im Haus Stralsunder Straße 7 in Samtens. Sein Sohn und sein Enkel blieben bis 1945 in Plüggentin.

## Schreibweise des Nachnamens
Die Schreibweise von Sprickerhof(f) variiert bis 1901 unregelmäßig. Bereits in den Geburtsurkunden seiner Kinder ist ein ständiger Wechsel beider Schreibweisen zu beobachten. Vermutlich mit der Orthographische Konferenz von 1901 änderte er seinen Nachnamen endgültig von Sprickerhoff nach Sprickerhof, da ab diesem Zeitpunkt bei der Schreibweise für den Hof das zweite f offiziell wegfiel. Die von seinem Bruder gegründete Kaffeerösterei Sprickerhoff in Bremerhaven blieb beim doppel-f und ist heute noch unter diesem Namen als Teeladen in Bremerhaven zu finden.

## Bahn-Projekte
von Sonderoep & Co. übernommene Kleinbahnprojekte
- Altländer Kleinbahn
- Basbeck – Moorausmoor
- Beckum-Ennigerloh – Warendorf
- Binteln – Kirchhorsten
- Borken – Dülmen – Hamm
- Bramsche – Hörstel
- Bremen – Unterelbe
- Bremervörde – Oldenbüttel
- Bramsche – Hörstel
- Brockenbahn
- Burgsteinfurt – Nienborg
- Buxtehude – York – Stade
- Dissen – Lengerich – Rheine
- Dissen – Rheine
- Farge – Geestemünde
- Gütersloh – Dissen
- Harsefeld – Buxtehude
- Harsefeld – Horneburg
- Harz-Gürtelbahn
- Harz-Querbahn
- Hildesheim – Hämelerwald
- Horn – Harsefeld
- Kehdinger Bahn
- Königreich – Kranz – Neugraben
- Kranz – Moorburg – Harburg
- Lengerich – Bevergern – Hörstel
- Moorausmoor – Bederkesa (Nordlinie)
- Moorausmoor – Bederkesa (Südlinie)
- Moorburg – Hausbruch
- Nenndorf – Münder
- Neuland – Bederkesa
- Oldenzaal – Nordhorn – Lingen – Löningen
- Paderborn – Gütersloh
- Paderborn – Horn
- Rheine – Emmerich
- Rinteln – Kirchhorsten
- Rinteln – Lemgo
- Rönnebeck – Geestemünde
- Voldagsen – Salzhemmendorf
- Westfälische Nordbahnen
- Winterswyk – Stadtlohn – Coesfeld
- Wischhafen – Basbeck – Bederkesa
- Wischhafen – Kreisgrenze – Basbeck
- Wischhafen – Wolfsbruch – Basbeck

weitere
- Teutoburger Wald-Eisenbahn (1894–1897)
- Westerwaldbahn, Bahnstrecke Wissen – Elkenroth – Korb, auch Sprickerhoff-Projekt genannt. Die Bauphase wurde wegen vermuteter fehlenden Wirtschaftlichkeit nicht abgeschlossen. Planung und Bau wurden ab 1901 als Balke-Projekt (Bahnstrecke Hachenburg – Betzdorf) von Philipp Balke weitergeführt (1896–1902)[9]
- Projekte der AG für Bahn-Bau und -Betrieb (ab 1898)
- Wettbewerbsentwurf eines Grundplans für die Bebauung von Groß-Berlin (angekauft wegen der enthaltenen Ideen zur Berliner S-Bahn) (1907–1910)[10]
- Ausführung von Ton-, Erd- und Böschungsarbeiten zur Herstellung des Großschifffahrtswegs Berlin-Stettin (1908)[6]
- Angebot für den Ems-Weser-Kanal (1910)[11]
- Angebot für den Bromberger Kanal (1911)[12]

## Schriften
- Der künftige Eisenbahnverkehr zwischen den mitteleuropäischen Staaten und dem Morgenlande. (Denkschrift) 1916
- Mitteleuropäische-Türkische Eisenbahn für den Kampf gegen England. (Denkschrift) 1917.[13]
- Sozialisierung des Verkehrs (Denkschrift). In: Technik und Wirtschaft, Monatsschrift des Vereines deutscher Ingenieure, Februar 1920, 13. Jahrgang, 2. Heft.
- Untergrundlastenbahnen in Großstädten. In: Technik und Wirtschaft, März 1920, 13. Jahrgang 3. Heft, S. 151–165; bg.polsl.pl (PDF; 4,5 MB).

## Familiengruft Sprickerhoff und Familiengrab auf dem Kapellenberg

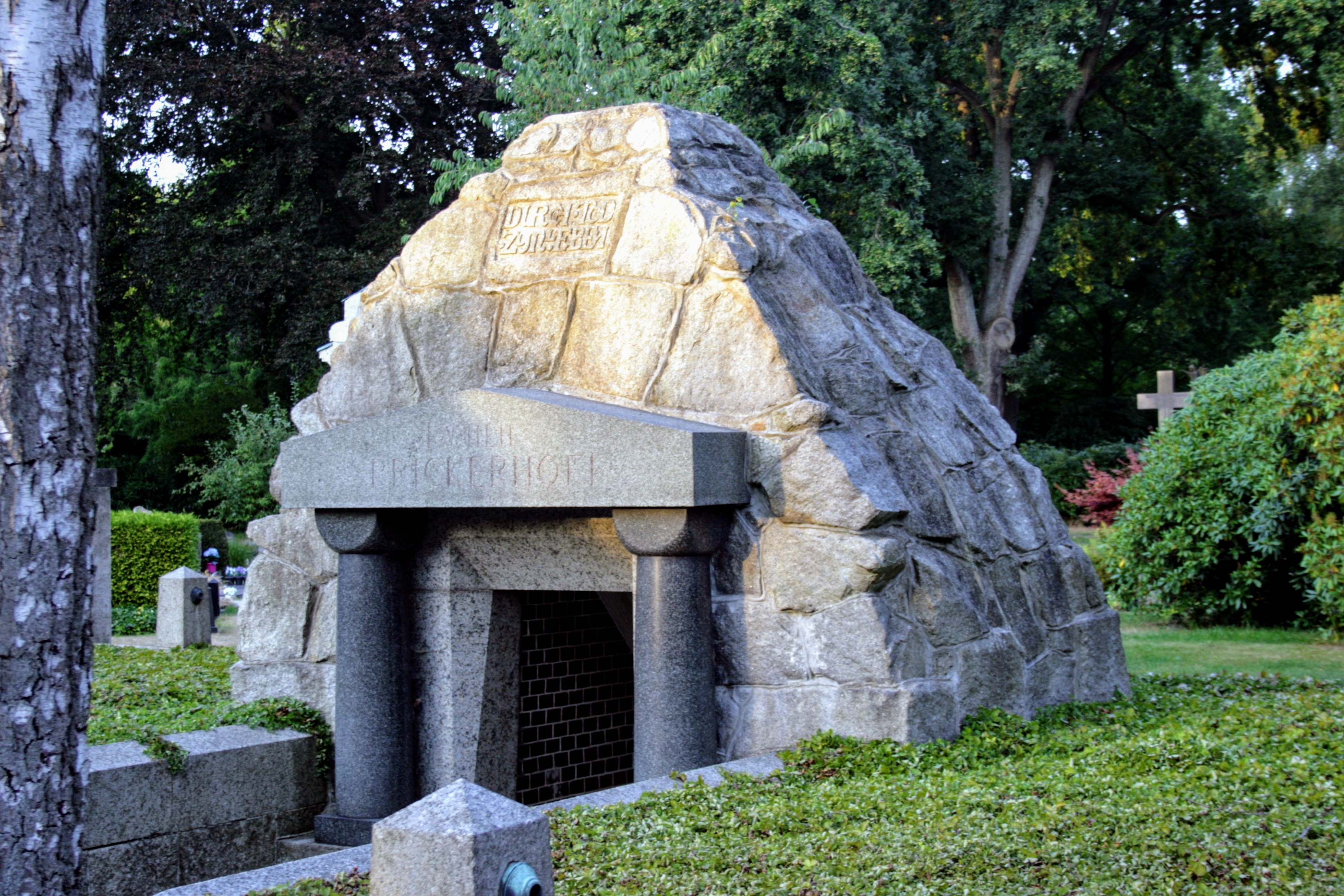
Familiengruft Sprickerhoff auf dem Friedhof Wulsdorf

Ab 1892 entstand die Familiengruft Sprickerhoff auf dem Bremerhavener Friedhof in Wulsdorf. Diese wurde von Albert Sprickerhof zusammen mit seinem Bruder Georg Sprickerhoff geschaffen. Am 12. Dezember 1904 wurden hier Sprickerhofs Mutter Gesine und am 11. Februar 1915 sein Vater Gerhard beigesetzt. Als letztes wurde am 2. November 1988 Georg Sprickerhoff in der Gruft beigesetzt. Insgesamt fanden hier 9 Mitglieder der Familie Sprickerhoff ihre letzte Ruhe.

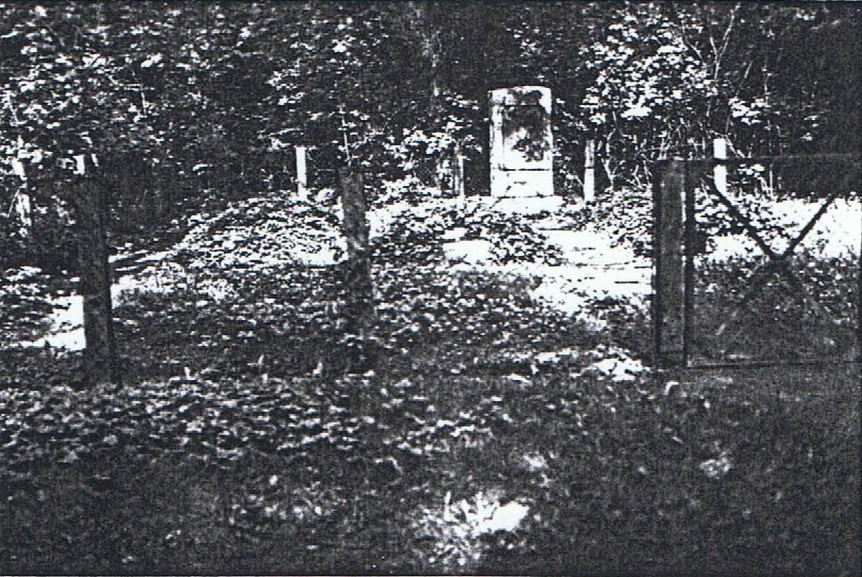
Familiengrab Sprickerhof auf dem Kapellenberg

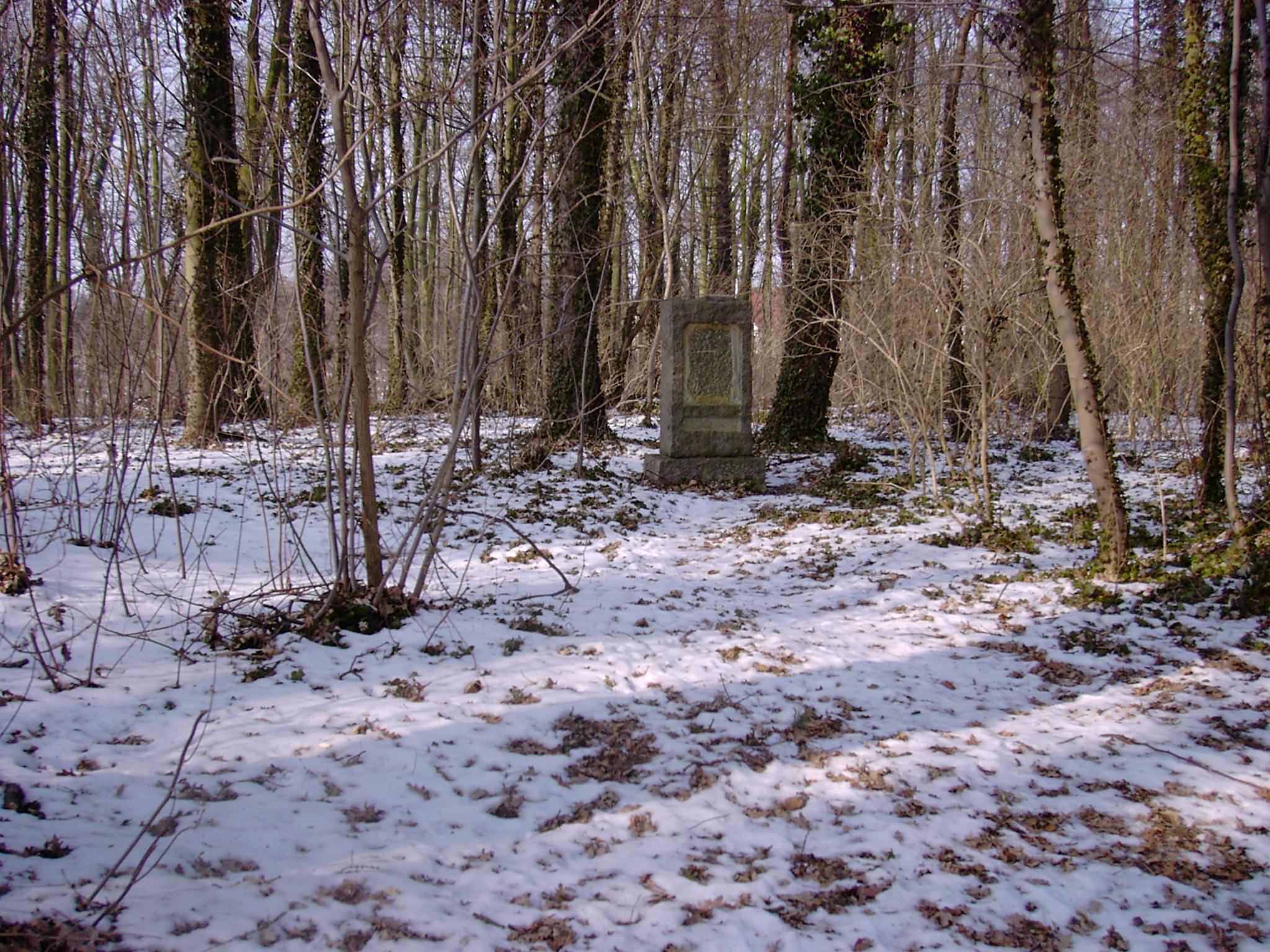
Grabstein Albert Sprickerhof, Kapellenberg, Samtens/Rügen, März 2003

Ein weiteres Familiengrab befand sich auf dem Kapellenberg in Samtens auf Rügen. Dort wurde Albert Sprickerhof im August 1937 beigesetzt. Im Januar 1944 wurden seine Tochter Johanna und im Mai 1945 seine Schwiegertochter Hildegard ebenfalls im Familiengrab beigesetzt. Das Grab wurde nach dem Ende des Zweiten Weltkriegs und der Flucht der Familie Sprickerhof von Rügen bis in die 1980er Jahre von Edith Hahn von Dorche gepflegt, einer Freundin der Familie Sprickerhof.